# آرش کمالوند
آرش کمالوند (زاده ۲۱ ادریبهشت ۱۳۶۸ در خرم‌آباد) والیبالیست ایرانی، عضو سابق تیم ملی والیبال ایران است.
وی ارزشمندترین بازیکن آسیا در سال ۲۰۱۱ شد.
کمالوند سابقه عضویت در باشگاه‌های استیل‌آذین، پتروشیمی بندر امام، پیکان، باریج اسانس، سایپا، العربی کویت، خاتم اردکان، فولاد سیرجان ایرانیان و سپاهان اصفهان را در کارنامه خود دارد.
کمالوند والیبال را از نوجوانان پیکان آغاز کرد و بعدها به تیم ملی نوجوانان ایران دعوت شد و پس از دوره ای توسط حسین معدنی به تیم ملی بزرگسالان ایران دعوت شد و در قهرمانی جهان ۲۰۱۰ مقابل تیم ملی ایتالیا عملکرد درخشانی داشت و بعد از آن به عنوان بازیکن ثابت تیم ملی ایران شد و با درخشش در قهرمانی آسیا ۲۰۱۱ به عنوان ارزشمندترین بازیکن آسیا در سال ۲۰۱۱ انتخاب شد.